# Mesquita de Qaybey
La mesquita de Qaytbey o Kwawand Asla-Bey és una mesquita El Faium construïda sobre columnes probablement faraòniques de Kiman Faris. Fou construïda pel soldà mameluc Qaytbey vers el 1490 en honor de la mare del seu successor Muhammad IV (1496-1498). L'aigua del Bahr Yusef (Canal de Josep) facilita l'ablució a un lloc estratègic a l'interior del temple. Té un gran minbar de Somàlia amb fusta tallada i incrustacions d'ivori.